# Yvonne Trevino
Yvonne Trevino (* 18. Januar 1967 in Las Vegas) ist eine ehemalige US-amerikanische Boxerin und Kickboxerin.
Yvonne Trevino begann 1993 mit dem Profiboxen. Sie gewann in ihrem erst dritten Profikampf am 20. April 1995 durch technischen K. o. in der vierten Runde gegen die bis dahin ungeschlagene Regina Halmich überraschenderweise den WIBF-Titel im Fliegengewicht. Am 2. August 1997 gewann sie dann den IFBA-Titel im Bantamgewicht gegen Suzanne Riccio, den sie aber schon einen Kampf später nach einer Niederlage gegen Bridgett Riley wieder abgeben musste. Nach einer Niederlage im Mai 2001 beendete sie ihre Boxkarriere.